# ليونهارد ليتشنر
ليونهارد ليتشنر (بالألمانية: Leonhard Lechner)‏ هو ملحن ألماني، ولد في 1553 في مقاطعة بولسانو في إيطاليا، وتوفي في 9 سبتمبر 1606 في شتوتغارت في ألمانيا.

## وصلات خارجية
- خواكيم ليتشنر على موقع ميوزك برينز (الإنجليزية)
- خواكيم ليتشنر على موقع أول ميوزيك (الإنجليزية)
- خواكيم ليتشنر على موقع ديسكوغز (الإنجليزية)